# Giovanni Giustiniani Longo
Giovanni Giustiniani Longo (latinul: Ioannes Iustinianus Longus, görögül: Ιωάννης Λόγγος Ιουστινιάνης, Iōánnēs Lóngos Ioustiniánēs; Genova, 1418 – 1453. június 1.) genovai származású katona, az egyik legbefolyásosabb genovai család, a Doria ház tagja, aki részt vett a Genovai Köztársaság csatározásaiban.
1453 áprilisában, Konstantinápoly ostromának elején megjelent 700 képzett katonával (ezek genovaiak és görögök voltak, az utóbbiak Híosz szigetéről, ami akkoriban genovai uralom alatt volt), a saját költségén, hogy felajánlja szolgálatait XI. Konstantin Palaiologosz bizánci császárnak.
Eredményesen vezette a görög, genovai és velencei csapatokat (ez már azért is nagy eredmény, mert ezek, főleg a kettő utóbbi, ellenszenvvel viseltetett egymással), és, sokszor a saját életét kockáztatva, éjszaka megjavította katonáival az Oszmán Birodalom ágyúi (egy Orbán nevű magyar ágyúöntő mester óriás ágyúja különösen sok kárt okozott) által megsebzett falakat, földet használva, ami csökkentette az ágyúk által kilőtt kőgolyók becsapódásával okozott kárt.
Május 29-én, Mehmed végső támadásánál súlyos sebet szerzett (amibe később bele is halt), ezért visszavonult egy kapun át, de meghagyta a tisztjeinek, hogy tovább harcoljanak, viszont a kinyitott kapu túl nagy kísértést jelentett az itáliaiak számára, akiknek a nagy része elkezdett a kapu felé menekülni. A védők moráljának megingása láttán Mehmed elindított egy támadást, ami legyűrte a védőket, és Konstantinápolyt bevette az Oszmán Birodalom.
Giustinianinak és legénysége maradékának sikerült elmenekülnie, de a kapitány belehalt a sérülésébe. A holttestét Híoszban temették el.